# 川里農業研修センター

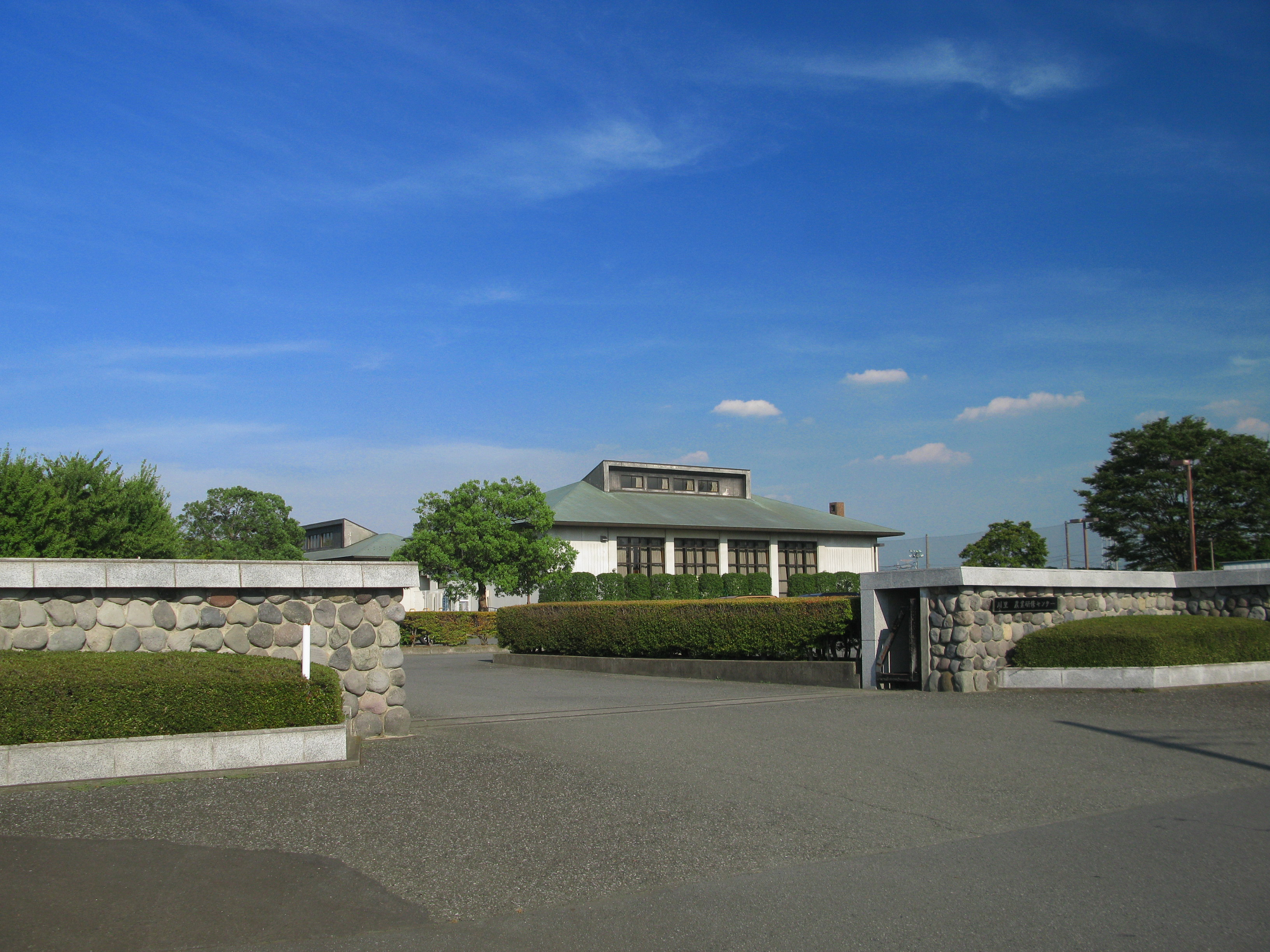
川里農業研修センター（2012年9月）

川里農業研修センター（かわさとのうぎょうセンター）は、埼玉県鴻巣市北部（川里地区）の農業関係事務所の拠点である。

## 概要
2005年（平成17年）9月30日までは「川里町農業研修センター」であったが、2005年（平成17年）10月1日に北埼玉郡川里町が鴻巣市に編入・廃止された際に「鴻巣市川里農業研修センター」と改称された。また、この事務所は川里中央公園の園内にあり、11月に行われる川里フェスティバルでは、当事務所内においてフリーマーケットが行われる。

## 住所
〒365-0004　埼玉県鴻巣市関新田1800

## 交通アクセス
JR高崎線鴻巣駅・北鴻巣駅よりフラワー号に乗車、「ふるさと館」にて下車、バス停より徒歩10分。
座標: 北緯36度5分29.6秒 東経139度31分34.8秒 / 北緯36.091556度 東経139.526333度